# Clementina Díaz y de Ovando
Pour l’article homonyme, voir Ovando.
Clementina Díaz y de Ovando (née à Laredo, Texas, le 7 novembre 1916 et morte le 18 février 2012 à Mexico) est une écrivaine, historienne, chercheuse et universitaire mexicaine spécialisée en architecture et art de la Nouvelle-Espagne.
Elle étudie la philosophie et la littérature à l'université nationale autonome du Mexique (1re et 2e licence : 1939, master : 1959, doctorat : 1965).

## Prix et bourses
- Investigadora Emérita, UNAM, 1983.
- Premio Universidad Nacional, 1988.
- Miembro de la Junta de Gobierno de la UNAM, 1976-1986
- Consejera de la Comisión Nacional de Derechos Humanos, 1993.
- Cronista de la Universidad Nacional Autónoma de México, 1994.
- Presea Miguel Othón de Mendizábal, Instituto Nacional de Antropología e Historia, 1994.

## Œuvres
- El Colegio Mexicano de San Pedro y San Pablo (1951)
- Obras completas de Juan Díaz Covarrubias (1959)
- La Escuela Nacional Preparatoria. Los afanes y los días (1972)
- Vicente Riva Palacio. Antología (1976)
- La Ciudad Universitaria. Reseña histórica 1929-1955 (1979)
- Odontología y publicidad en la prensa mexicana del siglo XIX (1982)
- Crónica de una quimera. Una inversión norteamericana en 1879 (1989)
- La postura de México frente al patrimonio arqueológico nacional (1990)